# Sphaeroniscus guianensis
Sphaeroniscus guianensis är en kräftdjursart som beskrevs av Van Name 1936. Sphaeroniscus guianensis ingår i släktet Sphaeroniscus och familjen Scleropactidae. Inga underarter finns listade i Catalogue of Life.